# 儒州 (幽雲十六州)
儒州，唐朝末年设置的州。
唐僖宗光启二年（886年），幽州节度使李匡威上表以妫州的缙山县设立儒州，治所在缙山县（即今北京市延庆区）。辖境相当今北京市延庆区等地。后晋天福元年（936年），入辽，缙阳军。后唐同光二年（924年）隶新州。辽太宗改奉圣州，仍属。仅领一县：缙山县。金朝皇统元年（1141年）省。
儒州刺史
- 王敬柔（唐朝末年）